# St. Elsewhere
St. Elsewhere is een Amerikaanse dramaserie over het ziekenhuis St. Eligius in Boston die van 1982 tot 1988 op de Amerikaanse televisie werd uitgezonden. In Nederland werd de serie uitgezonden door de NCRV op Nederland 1. Als herhaling was de serie te zien op RTL 4. De serie kwam net als Hill Street Blues en Lou Grant uit de koker van MTM Enterprises.
Bekende acteurs in de serie waren onder meer Norman Lloyd als dr. Daniel Auschlander en Ed Flanders als dr. Donald Westphall. William Daniels die de norse chirurg dr. Mark Craig vertolkte, verleende ook zijn stem aan de auto van de Knight Rider. Denzel Washington, die in de jaren negentig zijn carrière als filmacteur verder uitbouwde, verkreeg zijn bekendheid via deze ziekenhuisserie.

## Rolverdeling
- Dr. Donald Westphall — Ed Flanders
- Dr. Mark Craig — William Daniels
- Dr. Ben Samuels (1982-1983) — David Birney
- Dr. Victor Ehrlich — Ed Begley jr.
- Dr. Jack Morrison — David Morse
- Dr. Annie Cavanero (1982-1985) — Cynthia Sikes
- Dr. Wayne Fiscus — Howie Mandel
- Dr. Cathy Martin (1982-1986) — Barbara Whinnery
- Dr. Peter White (1982-1985) — Terence Knox
- Dr. Hugh Beale (1982-1983) — G.W. Bailey
- Nurse Helen Rosenthal — Christina Pickles
- Dr. Phillip Chandler — Denzel Washington
- Dr. Vijay Kochar (1982-1984) — Kavi Raz
- Dr. Wendy Armstrong (1982-1984) — Kim Miyori
- Dr. Daniel Auschlander — Norman Lloyd
- Nurse Shirley Daniels (1982-1985) — Ellen Bry
- Orderly Luther Hawkins — Eric Laneuville
- Joan Halloran (1983-1984) — Nancy Stafford
- Dr. Robert Caldwell (1983-1986) — Mark Harmon
- Dr. Michael Ridley (1983-1984) — Paul Sand
- Mrs. Ellen Craig — Bonnie Bartlett
- Dr. Elliot Axelrod (1983-1988) — Stephen Furst
- Nurse Lucy Papandrao — Jennifer Savidge
- Dr. Jaqueline Wade (1983-1988) — Sagan Lewis
- Orderly Warren Coolidge (1984-1988) — Byron Stewart
- Dr. Emily Humes (1984-1985) — Judith Hansen
- Dr. Alan Poe (1984-1985) — Brian Tochi
- Nurse Peggy Shotwell (1984-1986) — Saudra Sharp
- Mrs. Hufnagel (1984-1985) — Florence Halop
- Dr. Roxanne Turner (1985-1987) — Alfre Woodard
- Ken Valere (1985-1986) — George Deloy
- Terri Valere (1985-1986) — Deborah May
- Dr. Seth Griffin (1986-1988) — Bruce Greenwood
- Dr. Paulette Kiem (1986-1988) — France Nuyen
- Dr. Carol Novino (1986-1988) — Cindy Pickett
- Joanne McFadden (1986-1988) — Patricia Wettig
- Dr. John Gideon (1987-1988) — Ronny Cox
- Clancy Williams (1984-1986) — Helen Hunt
- Tommy Westphall (1983-1986) — Chad Allen

## Trivia
- In een aflevering van de Nederlandse ziekenhuisserie Medisch Centrum West die op dvd is verschenen en voorzien is van audio-commentaar, beweert Marc Klein Essink, één der hoofdrolspelers, dat diverse acteurs voor Medisch Centrum West zijn gecast op hoofdrolspelers uit de serie St. Elsewhere.